# Paris (Texas)
Pour les articles homonymes, voir Paris (homonymie).
Pour le film de Wim Wenders, voir Paris, Texas.
Paris est une ville des États-Unis, située dans le nord-est du Texas, particulièrement connue depuis la sortie du film Paris, Texas de Wim Wenders (1984). 
Siège du comté de Lamar, elle comptait 24 476 habitants au recensement de 2020.

## Histoire
Paris a été fondée en 1845, à l'époque où le Texas était encore une république indépendante. Elle a été ainsi nommée en référence à la capitale de la France.

## Galerie photographie

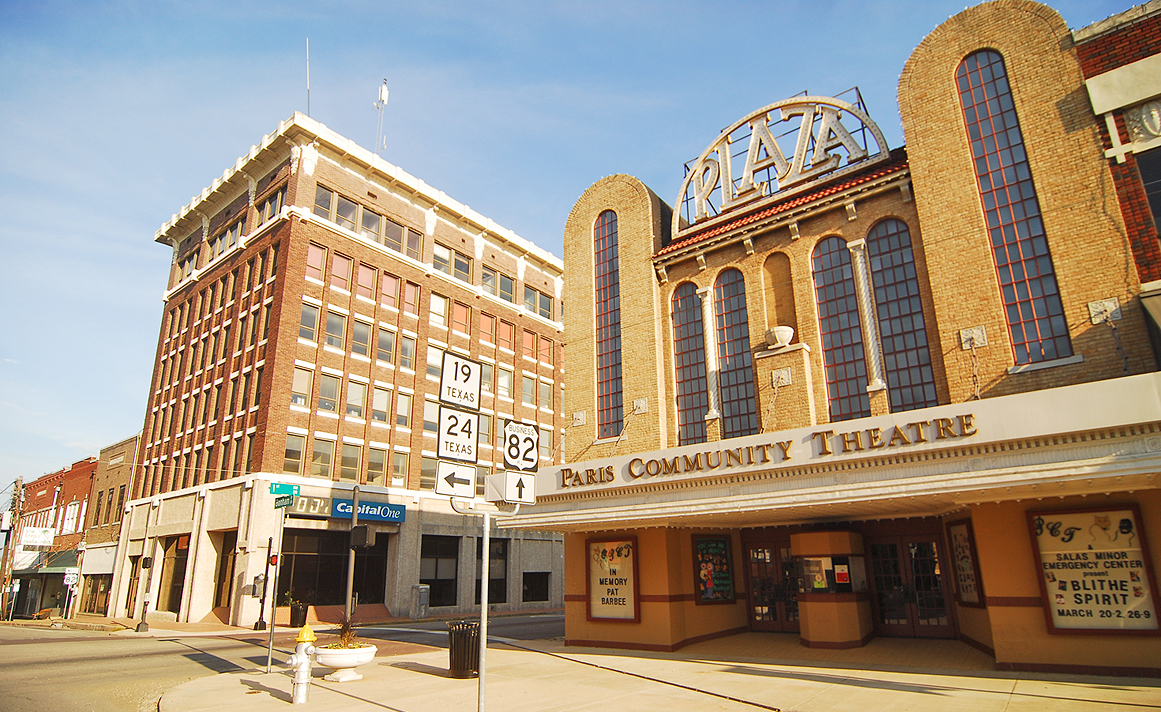
Le quartier d'affaires historique de la ville.